# Рашка (жупа)
Жупа Рашка је средњовековна српска жупа која се налазила у области око данашњег Новог Пазара. Није могуће ближе одредити њен опсег (подаци којима се располаже, односе се на леву обалу Рашке реке, до подножја планине Голије) а обухватала је више села (Дежево, Хропалица, Драмеки, Беково, на извотишту Тушимље, речица и село Људска, Мишчићи – Мичићи, Прпоре, Бело Поље, Себимиља и друга) које су држали поједини властелини (помиње се Добросав Степковић) а зна се и за села у власништву манастира Бањске. У овој жупи је по казивању Св. Саве, његов отац Стефан Немања сазидао манастир Св. Ђорђа, а мајка му се закалуђерила у жупском Богородичином манастиру. Село Дежево (на истоименој левој притоци Рашке) познато је из 1282. године: у њему је Драгутин предао власт млађем брату Милутину.
Током 14. века, у самом срешишту жупе Рашке, непосредно испод Старог Раса, развило се значајно трговачко место, старо Трговиште (данашњи локалитет Пазариште). Крајем 14. и почетком 15. века, стара жупа Рашка припадала је Земљи Бранковића. Средином 15. века, у време коначног турског освајања Рашке области, недалеко од старог Трговишта, које су Турци прозвали "Ески Базар" односно Стари Пазар, основано је ново тржно место (Ново Трговиште), које су Турци прозвали "Јени Базар" (данашњи Нови Пазар). 